# Camellia trigonocarpa
Camellia trigonocarpa là một loài thực vật có hoa trong họ Theaceae. Loài này được H.T.Chang mô tả khoa học đầu tiên năm 1981.